# Baby Bash

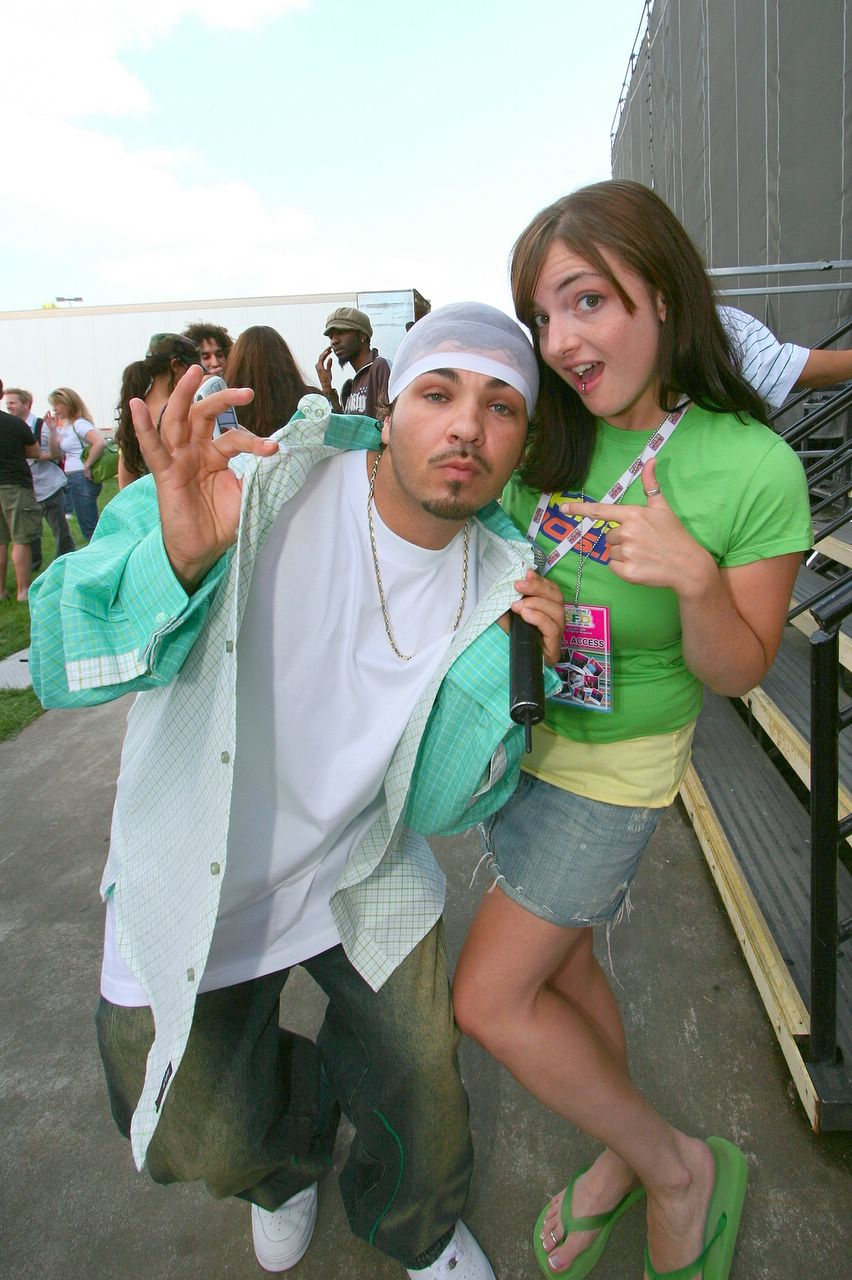
Baby Bash med fan

Baby Bash, även känd som Baby Beesh, (född Ronnie Ray Bryant 18 oktober, 1975 i Vallejo, Kalifornien, USA) är en latinamerikansk rap-/hip-hop-artist.

## Diskografi

### Album

#### Som Baby Beesh
- 2001: Savage Dreams
- 2002: On tha Cool
- 2003: The Ultimate Cartel

#### Som Baby Bash
| År   | Album              | Billboard 200 | Top R&B/Hip-Hop Albums | Top Rap Albums |
| ---- | ------------------ | ------------- | ---------------------- | -------------- |
| 2003 | Tha Smokin' Nephew | 48            | 22                     | -              |
| 2004 | Menage a Trois     | -             | 32                     | -              |
| 2005 | Super Saucy        | 11            | 7                      | 3              |
| 2007 | Cyclone            | 30            | -                      | -              |

### Singlar
| År   | Låt                                                    | Billboard Hot 100 | Hot R&B/Hip-Hop Songs | Hot Rap Tracks | Pop 100 | Rhythmic Top 40 | Album              |
| ---- | ------------------------------------------------------ | ----------------- | --------------------- | -------------- | ------- | --------------- | ------------------ |
| 2003 | "Sexy Eyes (Da Da Da Da)" (featuring Russell Lee)      | -                 | -                     | -              | -       | 37              | Tha Smokin' Nephew |
| 2003 | "Shorty Doowop" (featuring Russell Lee and Perla Cruz) | 115               | 118                   | -              | -       | 17              | Tha Smokin' Nephew |
| 2003 | "Suga Suga" (featuring Frankie J)                      | 7                 | 54                    | 10             | -       | 2               | Tha Smokin' Nephew |
| 2005 | "Baby I'm Back" (featuring Akon)                       | 19                | 52                    | 9              | 15      | 3               | Super Saucy        |
| 2005 | "That's My Lady (Money)" (featuring Nate Dogg)         | -                 | -                     | -              | -       | 37              | Super Saucy        |
| 2007 | "Na Na (The Yummy Song)" (featuring Casely)            | -                 | -                     | -              | -       | 19              | Cyclone            |
| 2007 | "Cyclone" (featuring T-Pain)                           | 7                 | 70                    | 6              | 7       | 3               | Cyclone            |
| 2008 | "What Is It" (featuring Sean Kingston)                 | 57                | -                     | 18             | -       | 34              | Cyclone            |
| 2008 | "Don't Stop" (featuring Keith Sweat)                   | -                 | -                     | -              | -       | 26              | Cyclone            |
| 2009 | "That's How I Go" (featuring Mario)                    | 107               | -                     | 17             | 90      | 20              |                    |